# Кумысолечебница Постникова
Кумысолечебница Нестора Постникова — второе в мире кумысолечебное заведение (1-е открыли в 1854 году в с. Богдановка Самарской губернии). Была открыта 5 мая 1858 года Нестором Постниковым в шести верстах от Самары, за Винным оврагом (современное название — Постников овраг).

## Открытие лечебницы
Нестор Васильевич Постников — самарский земский врач, доктор медицинских наук. В результате практики он обнаружил эффективность употребления кислого кобыльего молока при лечении больных туберкулёзом лёгких и решил ввести использование кумыса в медицинскую практику.
Во второй половине XIX века туберкулёз был одним из самых распространённых заболеваний в мире. Городская управа сдала в аренду 19 десятин земли для постройки лечебницы и около 700 десятин пастбищных угодий. На свои деньги Нестор Васильевич выписал из-под Уральска табун молодых кобылиц и приступил к производству кумыса.

## Заведение
Больница располагалась в районе современного Постникова оврага.
Здесь было установлено 12 расписных башкирских юрт, в которых подавали традиционный кисломолочный напиток. Жилые помещения первоначально находились в бараках. Позже были построены комфортабельные дома дачного типа, в которых имелось около 60 мебелированных квартир для приезжих, хорошо оснащённые врачебные кабинеты и процедурные комнаты. Кроме лечения кумысом пациентам назначались воздушные ванны, лечебная физкультура, русская баня. При лечебнице был концертный зал, буфет, каретный двор, конюшня с лошадями для верховой езды и т. д.
На лечение приезжали пациенты со всего мира. Лечебницу в разное время посетили Лев Толстой, Василий Суриков, Илья Мечников. Последний назвал здравницу одним из лучших лечебных заведений Европы.
Через несколько лет ещё одну кумысолечебницу построил на берегу Волги самарский купец Аннаев. В дальнейшем кумысолечебницы стали открываться по всей России.
В 1919 году советские самарские власти из кумысолечебницы Постникова сделали детский санаторий № 1 им. Коминтерна. В 1925 году то был уже Самарский туберкулёзный диспансер губздравотдела. В 1929 году диспансер стал называться имени З. П. Соловьева. С января 1935 года несколько месяцев диспансер являлся краевым научно-практическим туберкулёзным институтом им. З. П. Соловьева. В 1936 году бывшая кумысолечебница Постникова — Куйбышевский областной научно-практический (с 1938 года — научно-исследовательский) туберкулёзный диспансер им. З. П. Соловьева. В 1941 году диспансер сделали Куйбышевской областной туберкулёзной больницей им. З. П. Соловьева. В 2005 году туберкулёзная больница им. З. П. Соловьева переименована в Самарский областной противотуберкулёзный диспансер. А в августе 2012 года Самарский областной противотуберкулёзный диспансер переименован в ГБУЗ «Самарский областной клинический противотуберкулёзный диспансер имени Н. В. Постникова».

## Оценка труда Постникова
Труд Нестора Постникова был высоко оценен. За служение медицине Нестор Постников награждён орденами Святой Анны двух степеней и орденом Святого Владимира. Земский врач Постников стал дворянином, а его имя занесено в Дворянскую родословную книгу.